# Jack Sparrow

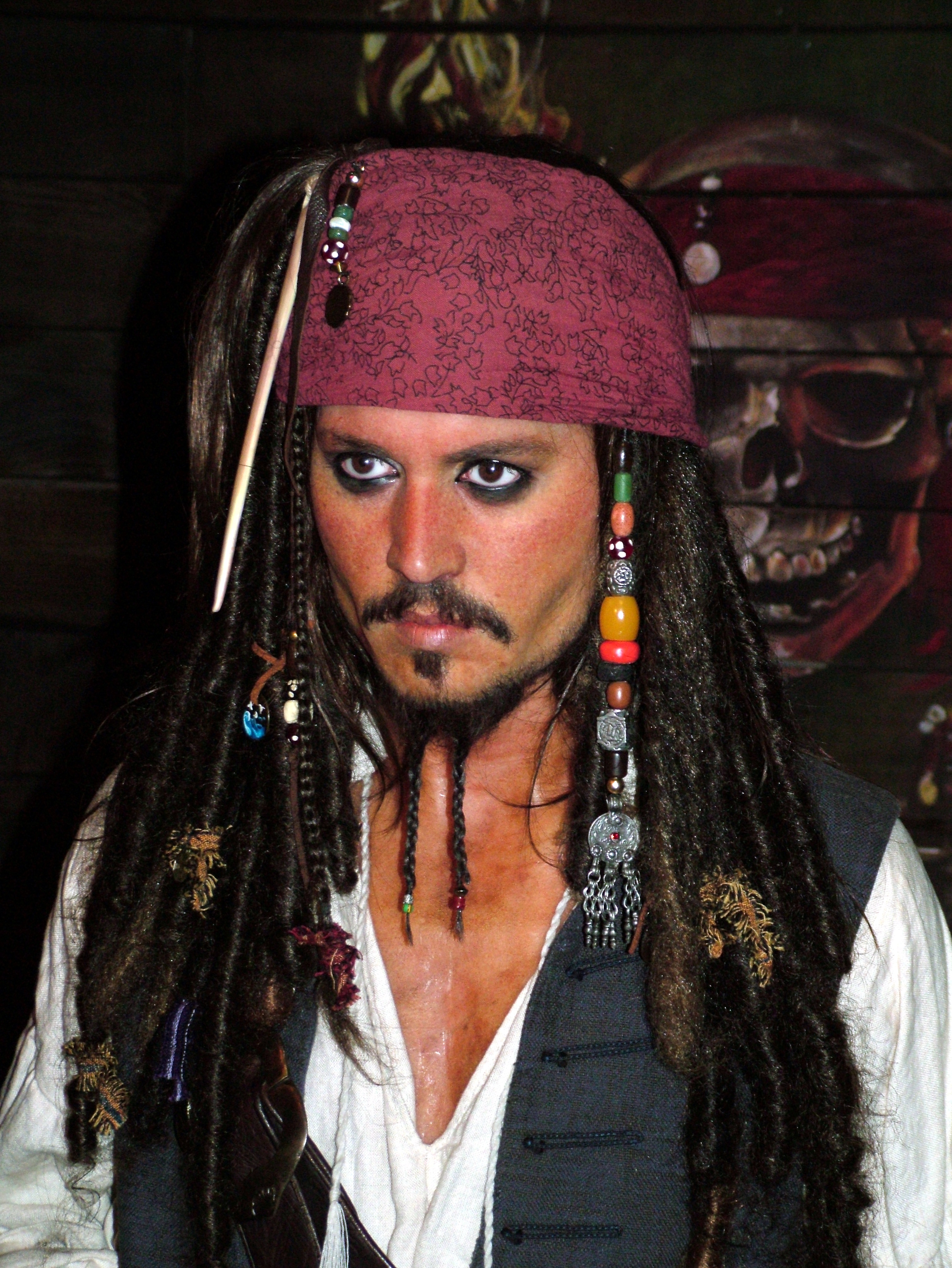
Jack Sparrow

Căpitanul Jack Sparrow este un personaj fictiv jucat de Johnny Depp în seria de filme Pirații din Caraibe. A fost introdus în filmul Pirații din Caraibe: Blestemul Perlei Negre (2003), iar apoi în următoarele două filme, Cufărul omului mort (2006) și La capătul lumii (2007). De asemenea, este personajul principal din seria de cărți pentru copii, Pirații din Caraibe: Jack Sparrow, care relatează anii tinereții lui, și imaginea sa a fost introdusă în parcul de distracții care a inspirat filmele, când acesta a fost restructurat în 2006. Personajul a apărut și în numeroase jocuri video.
Sparrow este Lordul Pirat al Mării Caraibelor și poate fi necinstit, supraviețuind folosindu-și mai mult propria sa inteligență și abilitățile de negociere, mai mult decât armele și forța; totuși el luptă atunci când este necesar, deși sunt momente când preferă să fugă, acestea fiind când se află în situații primejdioase. Sparrow este introdus încercând să își recapete corabia, Perla Neagră, de la fostul său prim ofițer, răzvrătitul Hector Barbossa (Geoffrey Rush) în primul film, iar în celelalte două filme, se străduiește să scape de datoria de sânge pe care o are la legendarul Davy Jones, în același timp luptându-se cu Compania Indiilor de Est.
Inițial, Sparrow a fost conceput pentru primul film, ca un șmecher care îndrumă eroul, Will Turner (Orlando Bloom), dar interpretarea lui Johnny Depp a făcut ca rolul acestuia să fie modificat. Caracterizarea emfatică și excentrică a lui Depp, inspirată parțial de Pepé le Pew și Keith Richards, la transformat pe Sparrow într-un antierou neconvențional, devenind personajul principal al celor trei filme. Depp a căpătat prima nominalizare la Premiile Oscar, iar într-un caz de viața imită arta, Richards a jucat un rol cameo, portretizându-l pe tatăl lui Jack Sparrow.

## Apariții

### Trilogia Pirații din Caraibe
Jack Sparrow apare prima dată în Pirații din Caraibe: Blestemul Perlei Negre (2003), când ajunge în Port Royal, unde căuta să fure o corabie. Deși a salvat-o pe Elizabeth Swann (Keira Knightley), fiica guvernatorului Wetherby Swann (Jonathan Pryce), de la înec, este închis pentru piraterie. În acea noapte, o corabie fantomă, Perla Neagră, atacă Port Royal. Căpitanul corabiei, Hector Barbossa (Geoffrey Rush), încearcă disperat să rupă un blestem Aztec antic, sub care se aflau el și echipajul lui. Will Turner (Orlando Bloom), un fierar îndrăgostit de Elizabeth, îl eliberează pe Sparrow, pentru ca acesta să îl ajute să o elibereze pe Elizabeth, acum răpită de Căpitanul Barbossa. Împreună fură corabia HMS Interceptor și își formează un echipaj în Tortuga, ca apoi să se îndrepte către Insula Morții, unde Elizabeth era ținută captivă. Sunt iute capturați, iar Barbossa îi abandonează pe Sparrow și Elizabeth pe o insulă pustie. Aceștia doi sunt salvați de Marina Roială. Pentru a scăpa de spânzurătoare, Sparrow face un târg cu ei, promițându-le Perla Neagră. În timpul luptei finale pe Insula Morții, Sparrow fură o monedă blestemată, devenind nemuritor pentru a se lupta cu Barbossa. Își împușcă rivalul cu aceeași armă și cu același glonț pe care le avea asupra sa de 10 ani, tocmai când Will rupea blestemul, omorându-l pe Barbossa. Sparrow este capturat și condamnat la moarte. La execuția sa, Will îi sare în ajutor, dar sunt foarte repede capturați. Cu toate acestea, Guvernatorul Swann și Comodorul James Norrington (Jack Davenport) sunt nedoritori să continue execuția, și Will este iertat, în timp ce Sparrow evadează aruncându-se în mare. Este salvat de echipajul Perlei Negre și încă o dată repus în gradul de Căpitan. Aparent impresionat de istețul pirat, Comodorul îi acordă un avantaj de o zi înainte să înceapă urmărirea.
În al doilea film, Pirații din Caraibe: Cufărul omului mort (2006), Sparrow caută cufărul omului mort. Treisprezece ani mai devreme, Jack și-a dat sufletul în schimbul ridicării din adâncuri a corabiei Perla Neagră de către Căpitanul Davy Jones (Bill Nighy), devenind căpitan. În film, Jack trebuie ori să servească 100 de ani la bordul corabiei Olandezul Zburător, ori să fie dus de către Kraken în Lumea lui Davy Jones. Cufărul omului mort conține inima lui Jones - pe care Sparrow o poate înjunghia, punând capăt datoriei pe care o are către acesta. Adăugând la suferința lui Sparrow, Lordul Cutler Beckett (Tom Hollander), de la Compania Indiilor de Est, vrea să își încheie propria datorie cu Sparrow și îl forțează pe Will Turner să îl caute. Will îl găsește pe Jack și echipajul său ascunzându-se de Kraken pe insula Pelegosto, unde au fost capturați de canibali. Reușesc să scape de pe insulă, însă Jack îl dă pe Will pe mâna lui Davy Jones, ca parte al unui nou târg: să îi trimită 100 de suflete în schimbul sufletului său. Jack recrutează marinari în Tortuga, unde are o întâlnire neașteptată cu Elizabeth și cu dizgrațiatul James Norrington. Convingând-o pe Elizabeth că poate să îl elibereze pe Will prin găsirea sufletului, se îndreaptă spre insula Cruces, după ce aceasta a fixat direcția cu busola magică a lui Jack. Ajunge și Will, care fuge de pe corabia lui Jones după ce fură cheia cufărului. Will vrea să înjunghie inima și să își elibereze tatăl aflat sub comanda lui Davy Jones, în timp ce Norrington - descoperind că Lordul Beckett dorește inima pentru a-l putea controla pe Davy Jones și apele mărilor - speră să-și recâștige cariera dându-i inima lui Beckett. Sparrow se teme că odată ce Jones este mort, Krakenul va continua să îl vâneze. Sosește și echipajul lui Jones și în timpul bătăliei care urmează, Norrington fură inima. Jones convoacă Krakenul să atace Perla Neagră. Realizând că Krakenul îl vrea doar pe Sparrow, Elizabeth îl păcălește sărutându-l pasionant în timp ce îl pune în lanțuri de catarg pentru a salva echipajul; Sparrow și corabia sa sunt târâți în adâncuri, către Lumea lui Davy Jones.
Pirății din Caraibe: La capătul lumii (2007) se deschide cu inima lui Davy Jones, acum în posesia lui Beckett și cu cei noua lorzi pirați ai Consiliului Fraților, care sunt convocați să se adune în Golful Epavei pentru a combate dubla amenințare reprezentată de Beckett și Jones. Deși a fost dus în Lumea lui Davy Jones la sfârșitul celui de al doilea film, Jack Sparrow, care este Lordul Pirat al Mării Caraibilor, trebuie să fie prezent la întâlnire, deoarece nu a reușit să lase moștenire piesa de opt - un obiect de identificare a piraților lorzi - unui succesor. Cele nouă piese de opt o pot elibera pe zeița Calypso. Barbossa, reînviat, conduce echipajul lui Sparrow în Lumea lui Davy Jones folosind hărțile navigaționale al Piratului Lord singaporean Sao Feng (Cho Yun-Fat). Acolo, Jack are halucinații cu un întreg echipaj având ca membrii pe el însuși, fiecare reprezentând un aspect a personalității sale. După ce Barbossa și echipajul îl găsesc, Sparrow descifrează un indiciu pe hartă care arăta că trebuie să aducă Perla Neagră cu susul în jos pentru a ieși din Lumea lui Davy Jones; la apusul soarelui, corabia ajunge exact la timp în lumea celor vii. Jack Sparrow și Hector Barbossa se îndreaptă spre Golful Epavei, unde o găsesc pe Elizabeth, care fusese dată la schimb lui Sao Feng, acum Lord Pirat desemnată de către acesta înainte să moară. La Consiliul Fraților este aleasă Rege Pirat, după ce Sparrow sparge bariera (ceilalți lorzi pirați s-au votat întotdeauna pe ei însuși). În timpul negocierilor, Jack este dat în schimbul lui Will, care fusese capturat de Jones și Beckett. Perla Neagră și Olandezul Zburător se confruntă într-o ultimă bătălie în timpul unui vârtej creat de Calypso. Sparrow fură inima lui Davy Jones, dar când Jones îl rănește mortal pe Will, Sparrow mai degrabă îl ajută pe Will să înjunghie inima, omorându-l în sfârșit pe Jones și desemnându-l pe Will noul căpitan al Olandezului Zburător. Împreună, Perla Neagră și Olandezul Zburător distrug corabia lui Beckett, Strădania. La sfârșitul filmului, Barbossa i-a din nou comanda asupra Perlei Negre și a hărților lui Feng, lăsându-l Jack în Tortuga. Din fericire, Jack decupase deja centrul hărții, și ridicând pânzele într-o șalupă, pornește, ajutându-se de hartă și de busolă, într-o nouă aventură către Fântâna Vieții.
El are o bandană sub care se afla părul împletiți în mai multe codite piraterești peste care poartă o pălărie care și-o pierde mai mereu găsind-o în cele mai ciudate locuri.

## Legături externe
1. 1 2  ‘Pirates of the Caribbean 5’ Begins Production in Australia, accesat în 1 aprilie 2017